# Italienisch-Libyen
Italienisch-Libyen (italienisch Libia italiana) war von 1934 bis 1939 eine Kolonie und von 1939 bis 1943 eine annektierte Provinz des faschistischen Italien. Die Kolonie umfasste das gesamte Gebiet des heutigen Libyens. Demgegenüber gehörten zur Provinz nur die nördlichen Gebiete, während die südlichen Saharagebiete zu einer besetzten Militärzone erklärt wurden.
Die italienische Kolonie entstand nach der vollständigen Eroberung aller von Italien beanspruchten nordafrikanischen Gebiete im Zweiten Italienisch-Libyschen Krieg, wobei die bisher voneinander unabhängigen italienischen Kolonien Tripolitanien und Cyrenaika zusammengefasst wurden. Infolge der sich auch auf Libyen erstreckenden italienischen Rassengesetze von 1938 sowie des zweiten kolonialen Rassengesetzes 1939 wurde das Land – ähnlich den amerikanischen Südstaaten oder dem späteren Südafrika – als Apartheidregime verwaltet.

## Vorgeschichte

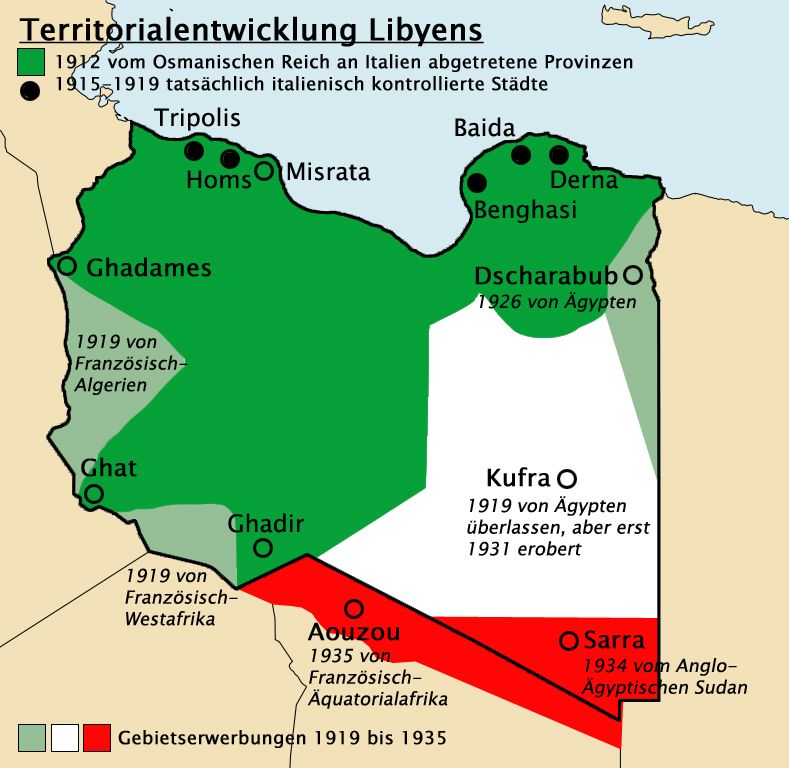
Gebietsentwicklung Libyens unter italienischer Kolonialherrschaft (1912–1943)

Der bereits seit 1912 bestehende Widerstand der einheimischen Senussi-Bruderschaften gegen den italienischen Kolonialismus gewann während des Ersten Weltkrieges neuen Auftrieb. Mit osmanischer Hilfe eroberten die Senussi zwischen 1915 und 1919 fast das gesamte libysche Gebiet zurück, nur in fünf Küstenstädten konnten sich die Italiener behaupten. Nach Kriegsende begannen die Italiener mit der erneuten Eroberung des Landes, zwischen 1922 und 1925 brachten sie Tripolitanien unter ihre Kontrolle, von 1926 bis 1928 die Kyrenaika, von 1929/30 den Fessan. Der libysche Widerstand konnte erst 1931 gebrochen werden, nachdem die italienischen Truppen die Kufra-Oasen eingenommen hatten.
Gegen die einheimischen Araber gingen die Italiener weiterhin mit Brutalität vor. Der Zuzug von Italienern in den Norden Libyens wurde gefördert, über 100.000 italienische Kolonisten ließen sich im Land nieder. Die Verkehrsinfrastruktur wurde zunehmend ausgebaut und die Grand-Prix-Rennen fanden bereits seit 1933 in Libyen statt.
Großbritannien überließ Italien 1934 das Sarra-Dreieck. Mussolini und Pierre Laval (damals Außenminister im Kabinett Flandin I) vereinbarten am 7. Januar 1935 das Französisch-Italienische Abkommen und darin eine endgültige Grenzziehung zwischen Libyen und der französischen Kolonie Französisch-Äquatorialafrika. Der Vertrag wurde vom italienischen Parlament nie ratifiziert; dennoch besetzte Italien 1935 vereinbarungsgemäß den Aouzou-Streifen.

## Errichtung

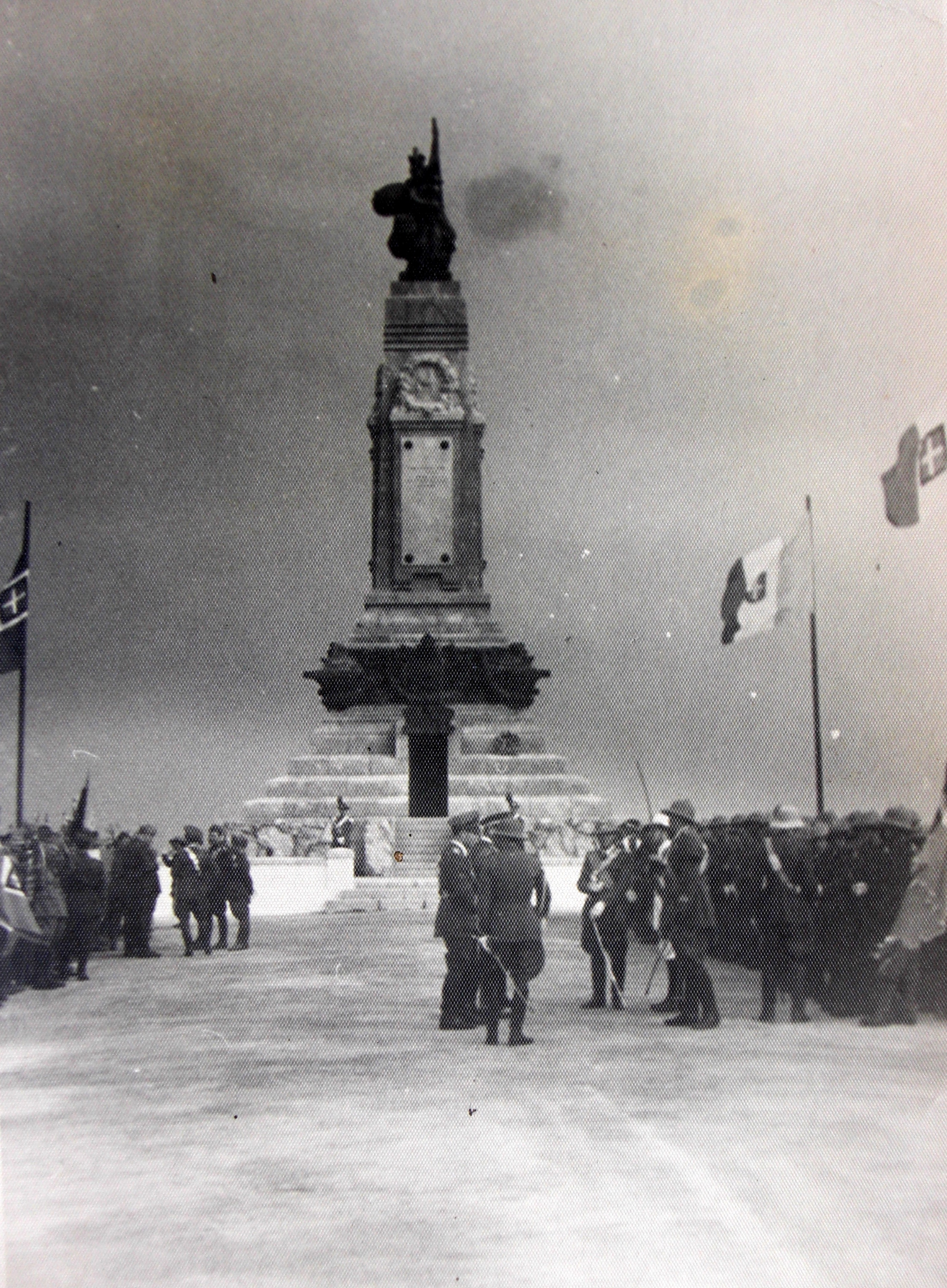
Besuch des italienischen Königs Viktor Emanuel III. in Bengasi 1938

1934 erklärte der italienische Ministerpräsident und Diktator Benito Mussolini Libyen zur Kolonie. Die drei bereits seit dem Türkisch-Italienischen Krieg von 1911/1912 vom Königreich Italien (mit Unterbrechungen) besetzten Landesteile Tripolitanien, Cyrenaika und Fezzan wurden am 1. Januar 1935 vereinigt.
Italo Balbo war von nun an Generalgouverneur von Libyen (bis 1940). Zwischen 1935 und 1937 entstand die 1.822 km lange Via Balbia, die entlang der Küste Libyens Osten und Westen verbinden sollte.

## Verwaltung

### Völkerrechtlicher Status
Mit dem am 28. November 1938 im faschistischen Großrat vorgelegten und am 9. Januar 1939 in Kraft getretenen Dekret Nr. 70 wurden die vier nördlichen Provinzen Italienisch-Libyens direkt in das Königreich Italien eingegliedert, während die in der Sahara gelegenen südlichen Gebiete unter Militärverwaltung gestellt wurden. Diese Annexion bedeutete für Italienisch-Libyen das Ende des Status als italienische Kolonie, da es fortan als integraler Bestandteil des italienischen Staatsgebietes galt. Ab diesem Zeitpunkt hatte Libyen innerhalb des faschistischen Italien die gleiche Stellung, wie sie die Kolonie Algerien für Frankreich besaß.

### Rassentrennung und Apartheidsystem
Schon seit den 1920er Jahren betrieb das faschistische Regime eine Politik, die das Ziel einer allmählichen Einschränkung jener Freiheiten verfolgte, welche der libyschen Bevölkerung noch unter der liberalen Regierung gewährt worden waren. Das Bestreben des Faschismus nach Unterordnung und Hierarchisierung zeigte sich nicht nur an der brutalen Niederschlagung von Aufständen, sondern auch an der Tatsache, dass die eigene libysche Vollbürgerschaft, wie sie mit gewissen Grundrechten, eigener Verwaltung und eigenem Parlament seit Beginn der italienischen Herrschaft bestanden hatte, seit 1927 Schritt für Schritt abgebaut wurde. Bis 1934 bestand zwar noch eine – wenn auch bezüglich der bisherigen Rechte nicht vergleichbare – eigene Staatsbürgerschaft für die nördlichen Provinzen, jedoch waren das bisherige Recht auf freie Berufsausübung in Italien und die rechtliche Gleichstellung von Italienern und Libyern in der Kolonie selbst ebenso außer Kraft gesetzt wie die Presse- und Meinungsfreiheit.

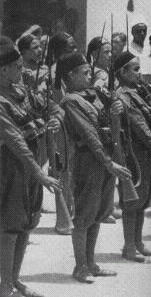
Mitglieder des libysch-faschistischen Jugendverbandes GAL

Nach dem Ende des Zweiten Italienisch-Libyschen Krieges zeigte sich eine im Vergleich zu den ostafrikanischen Kolonien privilegierte Stellung der Libyer, die vom faschistischen Regime mit einem unterschiedlichen Zivilisationsniveau begründet worden war. So gründete der libysche Gouverneur Italo Balbo 1935 eine eigene paramilitärische Jugendorganisation GAL, die der faschistischen GIL in Italien ähnlich war. Beide Organisationen blieben jedoch getrennt, um der „Rassendifferenzierung“ Genüge zu tun. Vorschläge für die Gründung vergleichbarer Organisationen in den ostafrikanischen Kolonien wurden von der faschistischen Führung abgelehnt. In der „Mischlingsfrage“ schlug das faschistische Regime vorübergehend sogar eine sanftere Politik als die liberale Vorgängerregierung ein: Ab 1933 besaß ein von seinem italienischen Elternteil nicht-anerkannter Mischling nicht mehr zwangsweise den Status als Untertan, sondern erhielt unter besonderen Voraussetzungen die Möglichkeit, die italienische Staatsbürgerschaft zu erwerben.
Nach der 1936 verkündeten Eroberung Äthiopiens hielt das faschistische Regime an einer Differenzierung des rechtlichen Status zwischen Libyern und Ostafrikanern fest, das erste koloniale Rassengesetz von 1937 galt nur für Italienisch-Ostafrika. Auch die Segregation von italienischen Siedlern und autochthoner Kolonialbevölkerung, wie sie in Somalia und Eritrea zum Teil schon vor 1936 eingesetzt hatte und nach der Eroberung Äthiopiens mit wachsender Intensität verfolgt wurde, fand in Libyen in den ersten beiden Jahren nach der Proklamation des faschistischen „Imperiums“ kaum Anwendung. Allerdings wurden Nord- und Ostafrikaner Ende der 1930er Jahre vom rechtlichen Gesichtspunkt her immer stärker angeglichen. Eine erste einschneidende Veränderung ergab sich mit dem Rassengesetz von 1938 und dem Verbot der „Gemischtehe“, das die libysche Bevölkerung ausdrücklich einschloss. Die Verbindung zwischen Italienern und Afrikanern galt nun als „Schädigung der italienischen Rasse“. Ein weiterer Schritt wurde mit dem zweiten kolonialen Rassengesetz von 1939 vollzogen, mit dem sich das Verbot „eheähnlicher Beziehungen“ und alle weiteren im Gesetz verankerten Bestimmungen auch auf Libyen erstreckten.
Die Erwerbung der vollen italienischen Staatsbürgerschaft war nun nicht mehr möglich, und die neueingeführte „spezielle italienische Staatsbürgerschaft“ stand nicht allen Libyern offen. Die Antragsteller mussten beim Militär, der Kolonialpolizei oder in der Zivilverwaltung tätig sein. Außerdem konnte nur die moslemische Bevölkerung die spezielle Staatsbürgerschaft erhalten, womit die jüdischen und schwarzafrikanischen Libyer ausgeschlossen blieben. Zwar erhielten die Libyer weiterhin mehr Rechte als die Ostafrikaner, jedoch galten sie nur in den Kolonien und nur solange, wie sie die Stellung von Italienern nicht berührten. Daher konnten Libyer in der Militär- und Zivilverwaltung nur Positionen innehaben, in denen sie nicht in der Lage waren über einen Italiener zu befehlen. Das Recht sich zum Bürgermeister einer Gemeinde wählen zu lassen, blieb nur solange bestehen, wie in dieser Gemeinde kein Italiener ansässig war. Anderenfalls konnten Libyer in der Gemeindeverwaltung nur eine beratende Funktion einnehmen. Andererseits wurde mit dem Gesetz von 1939 die Libyer zum Militärdienst verpflichtet. Die Politik der Rassentrennung galt für die ländlichen Gebiete und die Städte gleichermaßen. Der libyschen Bevölkerung wurde untersagt, italienische Cafés zu betreten, Taxen mit italienischen Fahrern zu benutzen und vieles andere mehr. Die italienischen Kolonisatoren bedienten sich des Rassismus, um ihre Herrschaft zu rechtfertigen, die Privilegien der Siedler zu garantieren und damit die „demographische Kolonisation“ an ihrer „vierten Küste“ zu festigen. Der rassistisch geprägte Siedlerkolonialismus manifestierte sich somit in einem italienischen Apartheidsystem. Die libysche Bevölkerung wurde in der Praxis abgesondert.  Bis 1941 kamen fast 100.000 Italiener ins Land, davon 30.000 landwirtschaftliche Siedler. Ihre Zahl sollte bis in die 1960er Jahre auf 500.000 steigen.
Damit – so Aram Mattioli (2005) – hat sich das faschistische Italien ab 1938 als „offen rassistisches Regime“ schon lange vor der deutschen Besatzung aus eigenem Antrieb zu einem Apartheidsstaat entwickelt, der neben seinen slawischen und jüdischen auch die afrikanischen Untertanen in Nord- und Ostafrika schwer diskriminierte und zu einer „menschenverachtenden Sonderexistenz“ zwang. Mussolinis Italien habe klar hinter dem „Dritten Reich“, aber auf einer Stufe mit Südafrika und den amerikanischen Südstaaten „zu den im 20. Jahrhundert am meisten rassistisch geprägten Staaten der Welt“ gehört.

## Zweiter Weltkrieg

Briefmarke Italienisch-Libyens, ca. 1924

Etwa 38.000 Juden lebten 1940 in Libyen. Viele von ihnen wurden im Zweiten Weltkrieg umgebracht.
Im Afrikafeldzug kämpften in Libyen die deutsche Wehrmacht mit dem Afrikakorps und italienische Soldaten gemeinsam gegen die British Army. Auf Seiten der Briten wiederum kämpften die Senussi und eine etwa 14.000 Mann starke Libyan Arab Force. Bis 1943 wurden die deutschen und italienischen Truppen aus Libyen verdrängt. Damit endete die italienische Herrschaft über Libyen. Die italienischen Kolonisten waren bereits 1942 in die Heimat zurückgeholt worden.
Der Fessan kam dann unter französische, Tripolitanien und die Cyrenaika unter britische Verwaltung.

## Nachkriegszeit

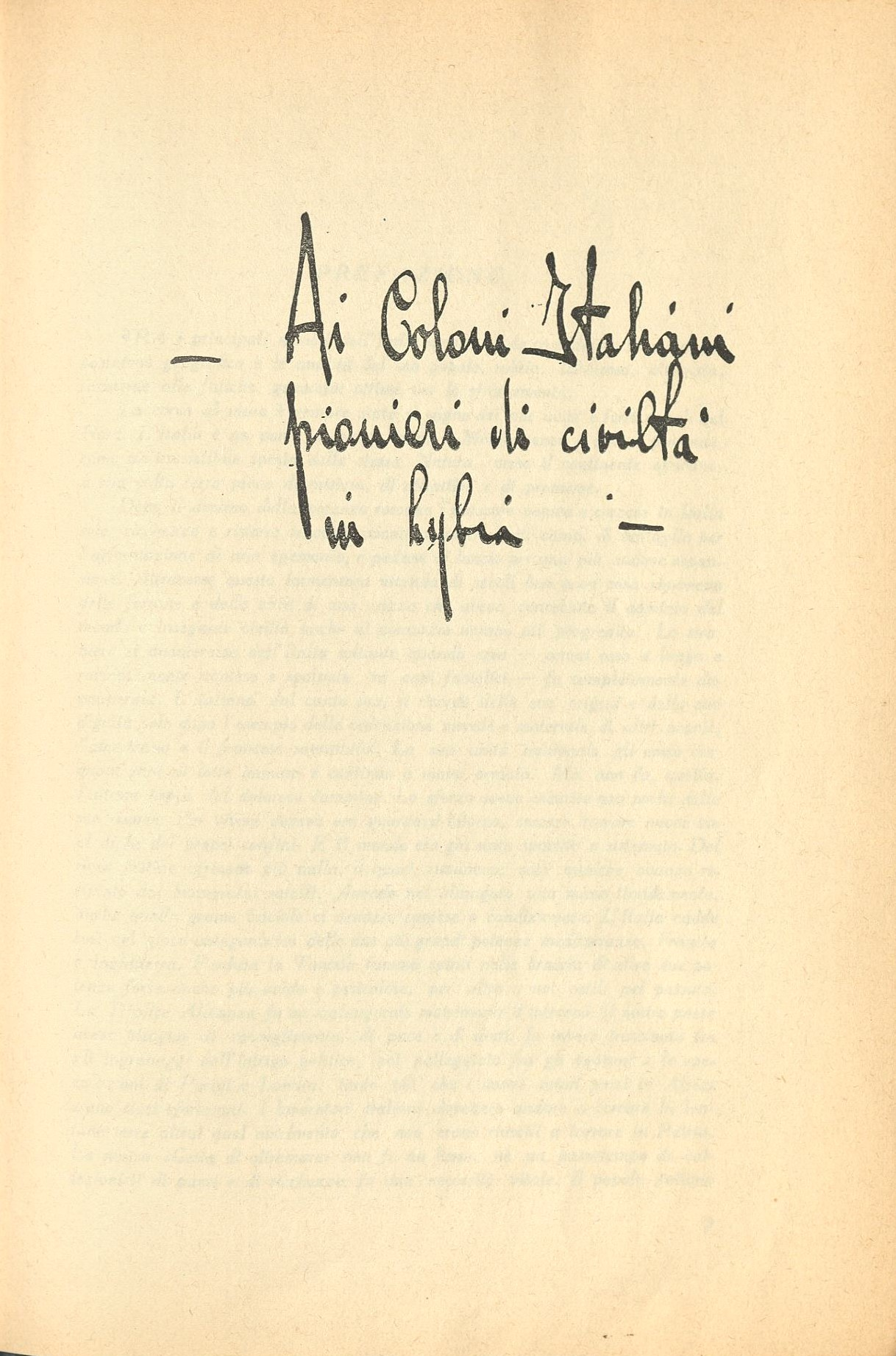
Rodolfo Graziani: Widmung im Buch Libia redenta an die italienischen Kolonisatoren, die die Zivilisation nach Libyen gebracht haben (1948)

Die von Großbritannien und Frankreich befürwortete Rückkehr Italiens als Verwaltungsmacht des UNO-Treuhandgebiets Libyen zumindest nach Tripolitanien scheiterte mit der Ablehnung des Bevin-Sforza-Plans vor der UNO 1949. Von der gescheiterten italienischen Kolonisierung der Cyrenaika zeugen bis heute verlassene italienische Dorfanlagen, in Tripolitanien lebten aber bis 1969/70 noch 45.000 Italiener als Händler und Landwirte. Einige Italiener wurden bereits von den Briten ausgewiesen, die letzten wurden 1969/70 vom „Revolutionären Militärrat“ unter Führung Gaddafis aus Libyen ausgewiesen, ihre Besitztümer enteignet.

## Belege
1. 1 2 3  Kultur Libyens (Memento des Originals vom 24. Dezember 2008 im Internet Archive)  Info: Der Archivlink wurde automatisch eingesetzt und noch nicht geprüft. Bitte prüfe Original- und Archivlink gemäß Anleitung und entferne dann diesen Hinweis..
2. 1 2  nach: Brockhaus Enzyklopädie in 20 Bd. F.A. Brockhaus, Wiesbaden 1970. Bd. 11, S. 429.
3. ↑  Gabriele Schneider: Mussolini in Afrika. Die faschistische Rassenpolitik in den italienischen Kolonien 1936–1941. Köln 2000, S. 188 f.; Dirk Vandevalle: A History of Modern Libya. 2. Ausgabe, New York 2012 [2006], S. 32.
4. ↑  Aram Mattioli: Die vergessenen Kolonialverbrechen des faschistischen Italien in Libyen 1923–1933. In: Fritz-Bauer-Institut (Hrsg.): Völkermord und Kriegsverbrechen in der ersten Hälfte des 20. Jahrhunderts. Frankfurt am Main 2004, S. 209 f.
5. ↑  Gabriele Schneider: Mussolini in Afrika. Die faschistische Rassenpolitik in den italienischen Kolonien 1936–1941. SH-Verlag, Köln 2000, S. 186; Dies.: Das Apartheidsregime in Italienisch-Ostafriika. S. 128.
6. ↑  Gabriele Schneider: Mussolini in Afrika. Die faschistische Rassenpolitik in den italienischen Kolonien 1936–1941. SH-Verlag, Köln 2000, S. 186 f.
7. ↑  Gabriele Schneider: Das Apartheidsregime in Italienisch-Ostafriika. S. 128 f.
8. ↑  Gabriele Schneider: Mussolini in Afrika. Die faschistische Rassenpolitik in den italienischen Kolonien 1936–1941. SH-Verlag, Köln 2000, S. 186 f.
9. ↑  Abdulhakim Nagiah: Italien und Libyen in der Kolonialzeit: Faschistische Herrschaft und nationaler Widerstand. In: Sabine Frank, Martina Kamp (Hrsg.): Libyen im 20. Jahrhundert. Zwischen Fremdherrschaft und nationaler Selbstbestimmung. Hamburg 1995, S. 74 f; Gabriele Schneider: Mussolini in Afrika. Die faschistische Rassenpolitik in den italienischen Kolonien 1936–1941. SH-Verlag, Köln 2000, S. 186 ff.
10. ↑  Gabriele Schneider: Mussolini in Afrika. Die faschistische Rassenpolitik in den italienischen Kolonien 1936–1941. SH-Verlag, Köln 2000, S. 190.
11. ↑  Abdulhakim Nagiah: Italien und Libyen in der Kolonialzeit: Faschistische Herrschaft und nationaler Widerstand. In: Sabine Frank, Martina Kamp (Hrsg.): Libyen im 20. Jahrhundert. Zwischen Fremdherrschaft und nationaler Selbstbestimmung. Hamburg 1995, S. 74 f.
12. 1 2  Konrad Schliephake: Demographie und Arbeitsmarkt im Rentier–Staat, in: Fritz Edlinger (Hrsg.): Libyen. Wien 2011, ISBN 978-3-85371-330-3, S. 33
13. ↑  Aram Mattioli: Das faschistische Italien – ein unbekanntes Apartheidregime. In: Fritz Bauer Institut (Hrsg.): Gesetzliches Unrecht: Rassistisches Unrecht im 20. Jahrhundert. Frankfurt am Main/New York 2005, S. 166 f u. 172 f.
14. ↑  Munzinger-Archiv/Internationales Handbuch - Zeitarchiv 36/83 Libyen, Seite 1.
15. ↑  Libya, The Elusive Revolution; Ruth First, Penguin Books 1974, neupubliziert 2012, S. 66